# Trappe (Pennsylvania)
Trappe ist ein Borough im Montgomery County (Pennsylvania), USA. Das U.S. Census Bureau hat bei der Volkszählung 2020 eine Einwohnerzahl von 4.002 ermittelt.

## Geographie
Trappe liegt etwa 2 km nördlich des Schuylkill River und rund 8 km nordwestlich von Audubon (Pennsylvania).

## Geschichte
1717 begann die Besiedlung, die zunächst Providence genannt wurde. Unter den ersten Einwohnern waren besonders viele Einwanderer aus Deutschland; davon zeugen die lutherische Augustus-Kirche (siehe unten) wie auch andere Bauwerke aus der frühen Siedlerzeit. Das erste Postbüro wurde 1794 eröffnet; es bestand bis 1929. 1911 organisierte man eine Feuerwache. 2009 wurde ein Park angelegt. Die Einwohnerzahl von Trappe betrug 1940 ca. 500 Personen, 1980 ca. 1800 Personen und 2010 ca. 3500 Personen.
Zwecks Abgrenzung zur gleichnamigen Hauptstadt Providence des Bundesstaates Rhode Island erfolgte die Umbenennung in Trappe.

## Bevölkerung
Gemäß Volkszählung 2010 waren 89,2 % der Einwohner Weiße, 3,2 % Schwarze und 4,5 % Asiaten, der Rest verteilte sich auf andere sowie Mischlinge.

## Politik
Trappe hat einen Gemeinderat mit 7 Personen plus Bürgermeister.

### Präsidentschaftswahlergebnisse
Bei den Präsidentschaftswahlen in den USA in den letzten Jahrzehnten konnten je nach Wahl sowohl republikanische wie auch demokratische Kandidaten die Mehrheit der Wähler Trappes für sich gewinnen. Dabei ist im Laufe der Jahre ein gewisser Trend zu den Demokraten hin festzustellen, was mit der Lage Trappes als ein Vorort Philadelphias erklärt werden kann. Wie viele Vororte der USA, die früher republikanische Hochburgen darstellten, öffnete sich auch Trappe aufgrund der Neuausrichtung der Wählerschaft mehr und mehr demokratischen Kandidaten.
| Year | Republikaner | Demokraten   |
| ---- | ------------ | ------------ |
| 2020 | 42,0 % 1,032 | 57,0 % 1,401 |
| 2016 | 47,0 % 921   | 47,9 % 939   |
| 2012 | 52,8 % 994   | 46,3 % 872   |
| 2008 | 46,1 % 886   | 53,2 % 1,023 |
| 2004 | 52,9 % 992   | 46,6 % 875   |
| 2000 | 54,9 % 790   | 43,4 % 624   |

## Sehenswürdigkeiten
1743–1745 wurde die lutherische Augustus-Kirche durch deutsche Siedler erbaut. Da sie seitdem unverändert in derselben Nutzung ist, handelt es sich um die älteste Kirche in den USA in dieser Nutzungsweise. Die Baukosten betrugen 200 Pfund Sterling. Der Bauplan stammt von Henry Melchior Mühlenberg, der neben der Kirche begraben wurde. Es handelt sich um ein Bauwerk aus Sandstein mit hölzernem Dach. Der Chor ist im Grundriss ein halbes Sechseck. Während der Amerikanischen Revolution diente das Gebäude als Lazarett für Truppen, die durch den Soldatenhandel unter Landgraf Friedrich II. von Hessen-Kassel dorthin gekommen waren. Aus Platzgründen wurde der Gottesdienst ungefähr zwischen 1860 und 1920 in einem neuen Backsteingebäude abgehalten. In dieser Zeit wurde die alte Kirche als Schule genutzt. Nach Renovierungen dient der alte Bau wieder als Kirche. 1967 wurde sie zum National Historic Landmark erklärt.
Auch das Wohnhaus von Henry Melchior Mühlenberg ist erhalten. Es wurde 1995 renoviert. Seit 2000 ist es im National Register of Historic Places verzeichnet.
Im Dewees-Museum befindet sich eine Ausstellung zur lokalen Geschichte. Das Haus stammt aus der Zeit um 1750 und wurde seither zu verschiedenen Zwecken genutzt.

## Persönlichkeiten
- Henry Melchior Mühlenberg (1711–1787), deutscher lutherischer Missionar
- John Peter Muhlenberg (1746–1807), deutsch-US-amerikanischer Politiker, Generalmajor im Unabhängigkeitskrieg
- Frederick Muhlenberg (1750–1801), US-amerikanischer Politiker deutscher Abstammung
- Henry Ernest Muhlenberg (1753–1815),  deutsch-US-amerikanischer lutherischer Theologe und Naturforscher
- Francis Rawn Shunk (1788–1848), US-amerikanischer Politiker
- Jimmy Pop (* 1972), US-amerikanischer Musiker